# Love of Lava
Love of Lava är ett samlingsalbum från det amerikanska death metal-bandet Morbid Angel, som gavs ut den juli 16, 1999 av Earache Records. 
Albumet innehåller alla de isolerade gitarrsolona som Trey Azagthoth spelade in till skivan Formulas Fatal to the Flesh. Albumet trycktes endast upp i 5000 exemplar och Morbid Angel skickade även med ett plektrum signerat av Trey Azagthoth. Morbid Angel lade till "Where the Slime Lives"-gitarrsolon som bonusspår på den europeiska versionen (spår 27 – spår 40).

## Låtförteckning
1. "Heaving Earth Lava" – 0:27
2. "Heaving Earth Lava (alt.)" – 0:27
3. "Prayer of Hatred #1 Lava" – 0:39
4. "Prayer of Hatred #2 Lava" – 0:45
5. "Prayer of Hatred #2 Lava (alt.)" – 0:46
6. "Bil Ur-Sag #1 Lava" – 0:16
7. "Bil Ur-Sag #2 Lava" – 0:10
8. "Bil Ur-Sag #2 Lava (alt.)" – 0:10
9. "Nothing Is Not Lava" – 0:29
10. "Nothing Is Not Lava (alt.)" – 0:29
11. "Chambers of Dis #1 Lava" –0:22
12. "Chambers of Dis #1 Lava (alt.)" – 0:23
13. "Chambers of Dis #2 Lava" – 0:25
14. "Chambers of Dis #2 Lava (alt.)" – 0:26
15. "Umulamahri #1 Lava" – 0:32
16. "Umulamahri #2 Lava" – 0:19
17. "Umulamahri #2 Lava (alt.)"" – 0:20
18. "Umulamahri #3 Lava" – 0:18
19. "Umulamahri #3 Lava (alt.)" – 0:20
20. "Hellspawn #2 Lava" – 0:12
21. "Hellspawn #3 Lava" – 0:19
22. "Covenant of Death #1 Lava" – 0:27
23. "Covenant of Death #2 Lava" – 0:18
24. "Covenant of Death #3 Lava" – 0:24
25. "Invocation #1 Lava" – 0:26
26. "Invocation #2 Lava" – 1:23

Bonusspår på den europeiska versionen
1. "Dominate Lava" – 0:35
2. "Dominate Lava (alt.)" – 0:34
3. "Dawn of the Angry #1 Lava" – 0:25
4. "Dawn of the Angry #1 Lava (alt.)" – 0:25
5. "Dawn of the Angry #2 Lava" – 0:25
6. "Burn with Me #1 Lava" – 0:29
7. "Burn with Me #1 Lava (alt.)" – 0:30
8. "Burn with Me #2 Lava" – 0:22
9. "Burn with Me #2 Lava (alt.)" – 0:22
10. "Burn with Me #3 Lava" – 0:27
11. "Burn with Me #3 Lava (alt.)" – 0:28
12. "Eyes to See #1 Lava" – 0:22
13. "Where the Slime Live Lava" – 0:38
14. "Where the Slime Live Lava (alt.)" – 0:38

## Medverkande
Musiker
- Trey Azagthoth – gitarr